# ベルジアン・グリフォン
ベルジアン・グリフォン（英：Belgian Griffon）は、ベルギー原産の犬種のひとつである。別名はベルギー・グリフォン。
ブリュッセル・グリフォンの色違い種である。

## 歴史
もともとはブリュッセル・グリフォンと同一犬種として扱われていたが、1880年代に別犬種として扱われるようになった。本種も一時的な貴族による短吻種ブームによりパグやキング・チャールズ・スパニエルなどの血が導入されてマズルが潰され、この姿になった。
主にネズミを狩るためと、愛玩のために飼育されていた。貴族にはやはりブリュッセル・グリフォンと同じく寵愛を受け、非常に大切にされてきた。
現在でもベルギーでは人気のある犬種であるが、あまり他の国では飼育されていない。然し日本ではブリーディングが行われていて、ブリーダーなどから販売されている。2009年度の日本の国内登録頭数順位は134位中82位であった。
尚、ベルジアン・グリフォンとブリュッセル・グリフォン、及び短毛種のプチ・ブラバンソンはそれぞれ別の犬種としてFCIに公認登録されているが、ケネルクラブによって公認の扱い方が異なっている。3犬種をすべて同じ犬種のバリエーションとして公認していたり、ベルジアンとブリュッセルを同一犬種、ブラバンソンを別犬種として公認しているケネルもある。

## 特徴
ブリュッセルとの大きな違いは、コートの色と、体重などの上下限の違いなどである。マズルはつぶれていて、ぼさぼさとした口髭、顎鬚、眉毛が生えている。コートは硬いラフコートで、毛色はブラック・アンド・タン。ベースカラーはブラックで、目の上やマズル、胸部や腹部などにタンのマーキングが入る。耳はボタン耳、尾は垂れ尾だが、耳は短めに断耳して立たせ、尾もかなり短く断尾することもある。体高18〜20cm、体重2.5〜5.5kgの小型犬で、性格は明るく知的だが、警戒心が強く見知らぬ人には激しく吠え立てる。主人家族には従順で人懐こい。運動量は少なめだが、寝ている際に大きないびきをかく。かかりやすい病気は心疾患、軟口蓋過長症、口蓋裂、窒息、熱中症、尿路疾患、関節疾患、眼疾患などがある。
尚、ブリュッセル・グリフォンと同じく、ブリーディングが最も難しい犬種のひとつである。この点の詳細はブリュッセル・グリフォン#歴史を参照すること。